# Équipe cycliste Global 6 Cycling
L'équipe Global 6 Cycling est une équipe cycliste néo-zélandaise, crée en 2021.
La direction sportive est assurée par le français Florent Horeau.  

## Histoire de l'équipe
Global 6 Cycling est créée par le coureur cycliste James Mitri qui souhaite ainsi « donner une opportunité à tout le monde ».
L'équipe court le tour de Grande-Bretagne 2021 avec la roue avant verte dans le cadre d'une collaboration avec l'association Refugee Action (en) et avec la devise « là où tu commences ne devrait pas définir là où tu finis ».

## Classements UCI
L'équipe participe aux épreuves des circuits continentaux et en particulier de l'UCI Oceania Tour. Les tableaux ci-dessous présentent les classements de l'équipe sur les différents circuits, ainsi que son meilleur coureur au classement individuel.
UCI Europe Tour
| UCI Europe Tour | UCI Europe Tour        | UCI Europe Tour                           | UCI Europe Tour |
| Année           | Classement par équipes | Meilleur coureur au classement individuel |                 |
| --------------- | ---------------------- | ----------------------------------------- | --------------- |
| 2021            | -                      | Michał Paluta (748e)                      |                 |
| 2022            | -                      | Miguel Ángel Fernández Ruiz (1732e)       |                 |
|                 |                        |                                           |                 |
| Source : UCI    |                        |                                           |                 |

UCI Oceania Tour
| UCI Oceania Tour | UCI Oceania Tour       | UCI Oceania Tour                          | UCI Oceania Tour |
| Année            | Classement par équipes | Meilleur coureur au classement individuel |                  |
| ---------------- | ---------------------- | ----------------------------------------- | ---------------- |
| 2021             | 2e                     | James Mitri (80e)                         |                  |
| 2022             | 7e                     | Dylan Sunderland (75e)                    |                  |
| 2023             | 4e                     | -                                         |                  |
|                  |                        |                                           |                  |
| Source : UCI     |                        |                                           |                  |

L'équipe est également classée au Classement mondial UCI qui prend en compte toutes les épreuves UCI et concerne toutes les équipes UCI.
| Classement mondial | Classement mondial     | Classement mondial                        | Classement mondial |
| Année              | Classement par équipes | Meilleur coureur au classement individuel |                    |
| ------------------ | ---------------------- | ----------------------------------------- | ------------------ |
| 2021               | 112e                   | Michał Paluta (1009e)                     |                    |
| 2022               | 187e                   | Dylan Sunderland (1569e)                  |                    |
| 2023               | 102e                   | Nícolas Sessler (369e)                    |                    |
| 2024               | 147e                   | Giacomo Ballabio (1959e)                  |                    |
|                    |                        |                                           |                    |
| Source : UCI       |                        |                                           |                    |

## Global 6 Cycling en 2022
| Cycliste               | Date de naissance | Nationalité      | Équipe 2021                     |  |
| ---------------------- | ----------------- | ---------------- | ------------------------------- |  |
| Thomas Benton          | 20 novembre 1999  | Australie        | Trinity Racing                  |  |
| Miguel Ángel Fernández | 21 mars 1997      | Espagne          | Gios Kiwi Atlántico (2020)      |  |
| Mulu Hailemichael      | 12 juin 1999      | Éthiopie         | Delko                           |  |
| James Mitri            | 28 février 1999   | Nouvelle-Zélande | Global 6 Cycling                |  |
| Zack Morris            | 17 mai 1988       | Canada           |                                 |  |
| Ukko Iisakki Peltonen  | 15 juin 1998      | Finlande         | Ampler Development Team         |  |
| Conor Schunk           | 19 juin 1999      | États-Unis       | Aevolo                          |  |
| Nícolas Sessler        | 29 avril 1994     | Brésil           | Global 6 Cycling                |  |
| Dylan Sunderland       | 26 février 1996   | Australie        | Team Qhubeka NextHash           |  |
| Kiaan Watts            | 27 juillet 2001   | Nouvelle-Zélande | Black Spoke Pro Cycling Academy |  |
| Alex Williams          | 15 mars 2001      | Nouvelle-Zélande |                                 |  |
| Xeno Young             | 9 novembre 1999   | Royaume-Uni      |                                 |  |